# NGC 3285
NGC 3285 ist eine Balken-Spiralgalaxie vom Hubble-Typ SBa im Sternbild Hydra südlich des Himmelsäquators. Sie ist schätzungsweise 142 Millionen Lichtjahre von der Milchstraße entfernt. Die Entfernungsmessungen basierend auf den Radialgeschwindigkeiten stimmen nicht mit den rotverschiebungsunabhängigen Entfernungsschätzungen von 202 ± 34 Millionen Lichtjahren überein.
Das Objekt wurde am 24. März 1835 vom britischen Astronomen John Herschel entdeckt.